# 瞬感スポーツ
瞬感スポーツ（しゅんかんスポーツ）は、RKBテレビで2005年1月から2015年3月まで放送していたスポーツ情報番組。通称「瞬スポ」。前番組は「LOVEスポーツ」。後番組は「サンデーウォッチ」。

## 概要
タイトルは放送開始時点で福岡ソフトバンクホークスの選手だった川﨑宗則が命名。また、番組ロゴは、こちらも当時ホークスの投手だった和田毅がイラストを担当。
2009年4月の一つ前の番組である「NEWS23」の放送時間が短縮されたことに伴い、金曜最終版のローカルニュースを内包した上で放送時間が繰り上がり、「瞬感スポーツ&ニュース」に改題。2009年度は「NEWS23」を全国枠のみで切り上げ、ステブレレスでスタートしていた。2010年4月からは「NEWS23X」開始に伴い当番組の放送時間が繰り下げられる。
2013年7月5日より、内包していたローカルニュースを再度分離し、「NEWS23」と本番組の間に独立番組として放送する形となったため、4年3ヶ月ぶりに本番組のタイトルが「瞬感スポーツ」に戻る。

### 番組内容
- 毎週、福岡ソフトバンクホークスの試合を一週間分まとめて振り返る。
- このほかにもJリーグのアビスパ福岡とギラヴァンツ北九州、プロバスケットボールbjリーグのライジング福岡各チームの情報など、地域のスポーツ情報が満載。
- 旬の選手を紹介する特集「旬ズバ!」をはじめ、2009年からは「瞬スポ・月間MVP」など、オリジナルの企画がある。
- 2009年1月から番組のHPをリニューアル。
- 選手のサインなどプレゼントを実施することがあった。

## 出演者
メインキャスター
- 柳原亜希子 - 開始～2009年3月
- 川添麻美（当時RKBアナウンサー） - 2009年4月～2011年2月
- 石田一洋（当時RKBアナウンサー、現・関西テレビアナウンサー） - 番組開始～2014年2月7日
- 海里（みさと） - 2011年3月～2014年2月7日
- 宮脇憲一（RKBアナウンサー） - 2014年2月14日～2015年3月20日
- 福田典子（当時RKBアナウンサー、現・テレビ東京アナウンサー） - 2014年2月14日～2015年3月20日

コメンテーター
- 加藤伸一（現・福岡ソフトバンク二軍投手コーチ。当時RKBプロ野球解説者） - 開始～2010年12月
- 浜名千広（RKBプロ野球解説者） - 番組開始から最終回まで担当

## 放送時間
瞬感スポーツ（第1期）
- 2005年1月〜2009年3月 - 金曜日：24:35 - 24:55(JST)

瞬感スポーツ&ニュース
- 2009年4月〜2010年3月 - 金曜日：23:55 - 24:25(JST)
- 2010年4月〜2013年6月 - 金曜日：24:15 - 24:45(JST)

瞬感スポーツ（第2期）
- 2013年7月〜2015年3月 - 金曜日：24:20 - 24:50(JST)